# Nanothermit
Nanothermit (selten Superthermit) ist der gebräuchliche Name für metastabile intermolekulare Gemische (englisch metastable intermolecular composites, MICs), welche sich durch eine starke exotherme Reaktion nach ihrer Entzündung auszeichnen. Nanothermite enthalten – analog zu gewöhnlichem Thermit 1 – einen Oxidator und ein Reduktionsmittel, welche in einer Größenordnung von Nanometern fein vermischt wurden. Nanothermite werden zu den reaktiven Materialien gezählt und auf eine mögliche Verwendung in Militär-, Sprengstoff- und Pyrotechnik hin untersucht.
Was Nanothermit von traditionellem Thermit unterscheidet, ist die Partikelgröße von Oxidator und Reduktionsmittel (normalerweise Eisenoxid und Aluminium): Sie liegen nicht als grobteilige Mischung (Partikel im μm-Bereich), sondern in Form von Nanopartikeln vor, wodurch sich neue Verbrennungseigenschaften ergeben. So ist zum Beispiel der Einfluss der Massetransportmechanismen auf die Brennrate auf nanoskopischer Ebene nicht so groß wie auf mikroskopischer Ebene, wodurch die Reaktionsgeschwindigkeit von Nanothermit wesentlich größer ist als die traditionell durch Mischung mikrometergroßer Komponenten hergestellten Thermits.

## Typen
Es gibt viele thermodynamisch stabile Oxidator-Reduktionsmittel-Kombinationen. Allerdings wurden bisher nur eine Handvoll erforscht. Einige von ihnen sind:
- Aluminium – Molybdän(VI)-oxid
- Aluminium – Kupfer(II)-oxid
- Aluminium – Eisen(III)-oxid
- Antimon – Kaliumpermanganat
- Aluminium – Kaliumpermanganat
- Aluminium – Bismut(III)-oxid
- Aluminium – Wolfram(VI)-oxid-Hydrat
- Aluminium – Fluor-Polymer (üblicherweise Viton)
- Titan – Bor (verbrennt zu Titandiborid)

Von Seiten militärischer Forschung wurde den Kombinationen Aluminium/Molybdänoxid, Aluminium/Teflon und Aluminium/Kupferoxid beträchtliche Aufmerksamkeit gewidmet. Andere getestete Verbindungen basierten auf nanoskopischem RDX sowie auf thermoplastischen Elastomeren. PTFE (Teflon) oder andere Fluorpolymere können als Bindemittel des Gemischs verwendet werden. Seine Reaktion mit dem Aluminium fügt der Reaktion Energie hinzu, ähnliches lässt sich auch bei einer Magnesium/Teflon/Viton-Kombination beobachten. Von den hier gelisteten Kombinationen ist Al/KMnO4 von der höchsten Reaktivität, gefolgt von den Kombinationen Al/MoO3 und Al/CuO mit einer um ca. zwei Größenordnungen geringeren Reaktivität. Noch deutlicher dahinter folgt Al/Fe2O3.
Ähnliche, aber nicht identische Systeme sind nanolaminierte pyrotechnische Gemische (nano-laminated pyrotechnic compositions), diese werden auch als energetische Nanogemische (energetic nanocomposites) bezeichnet. In solchen Systemen liegen Oxidator und Reduktionsmittel nicht zwangsläufig in Form winziger Partikel vor, sondern bestehen aus dünnen Schichten, die alternierend angeordnet werden. So kann zum Beispiel eine energetische Multischichtstruktur mit einem energetischen Verstärker-Material verkleidet werden.
Durch Auswahl der Materialien (beinahe alle Metalle eignen sich) und Auswahl der Schichtgrößen können die funktionalen Eigenschaften einer solchen Mehrlagenstruktur gezielt eingestellt werden. Das umfasst die Geschwindigkeit der Reaktionsfront, die Entzündungstemperatur und die Energieabgabe der zu erwartenden Reaktion noch unreagierter Schichten.

## Produktion
Als Teil der Nanotechnologie zählt die Herstellung von Nanothermit zur Spitzentechnologie(/Hochtechnologie). Insofern unterliegt dessen Herstellung technisch zu überwindenden Hürden und steht nur einer stark begrenzten Anzahl von Produzenten zur Verfügung.

Nanopartikel können mittels Sprühtrocknung aus einer Lösung gewonnen werden, unlösliche Nanopartikel können mittels Pyrolyse aus geeigneten Ausgangsstoffen erzeugt werden. Das Vermischen der Materialien kann sowohl in einem Sol-Gel-Prozess als auch durch konventionelles Nassmischen und Pressen erfolgen.
Des Weiteren ist die dynamische Gasphasenkondensation (dynamic gas-phase condensation) eine Möglichkeit, nanoskaliges (UFG – ultra fine grain) Aluminium herzustellen – eine Hauptkomponente der meisten Nanothermite. Diese Methode wurde von Wayne Danen und Steve Son am Los Alamos National Laboratory entwickelt. Die Indian Head Division des Naval Surface Warfare Center verwendet eine Variante dieser Methode.
Die wesentliche Anforderung an jeden Produktionsprozess ist die Fähigkeit, Partikel in der Größe einiger dutzend Nanometer herstellen zu können, ohne dabei eine zu große Varianz in der Partikelgröße zuzulassen. Im Jahre 2002 erforderte es (noch) einen beträchtlichen Aufwand, nanoskaliges Aluminium herzustellen. Kommerzielle Hersteller waren demnach kaum verfügbar.
Nanolaminierte pyrotechnische Gemische (energetic nanocomposites) variabler Dichte können unter Anwendung des Sol-Gel-Prozesses hergestellt werden – eine Methodik, die auf Randall Simpson, Alexander Gash und andere Forscher am Lawrence Livermore National Laboratory zurückgeht. Die superkritische Extraktion ermöglicht die Herstellung von hochporösen und sehr gleichförmigen Produkten.

## Entzündung
Nanothermit lässt sich leichter entzünden als traditionelles Thermit. In manchen Fällen kann eine direkte Zündung mittels eines elektronischen Zünders aus Nickelchromdraht erfolgen. Andere Gemische lassen sich durch Flammen oder Laserpulse entzünden. Die Temperatur im Reaktionsgebiet kann 2700 °C übersteigen.

## Anwendungen
Metastabile intermolekulare Gemische (MICs) werden hauptsächlich auf eine mögliche militärische Verwendbarkeit hin untersucht (Treibmittel, Explosivstoffe, Pyrotechnik). Aufgrund seiner im Vergleich mit herkömmlichem Thermit deutlich erhöhten Reaktionsrate wird Nanothermit auf seine Verwendung als möglicher Ausgangsstoff zur Herstellung neuer, explosiverer Bombentypen hin erforscht, darunter sind auch Aerosolbomben. Die Erforschung nanoskopischer Materialien im Fokus militärischer Anwendungen begann ungefähr 1990.
MICs werden als mögliche Nachfolger bleihaltiger (Bleistyphnat, Bleiazid) Anzündhütchen und elektrischer Zünder gehandelt. Hierbei bieten sich Al/Bi2O3-Gemische an, optional kann PETN (Nitropenta) zugemischt werden. Des Weiteren können die Eigenschaften konventioneller Explosivstoffe durch die Zugabe von MICs verändert werden. So wird beispielsweise Aluminiumpulver Explosivstoffen zur Steigerung ihrer Energieausbeute beigemischt, eine Hinzugabe von MICs in das Aluminiumpulver erhöht darüber hinaus die Abbrandgeschwindigkeit des Materials.

## Gefahren
Nanothermit ist ein Gefahrstoff, da seine Reaktion extrem hohe Temperaturen verursacht und eine einmal eingeleitete Reaktion kaum zu stoppen ist. Zudem spielt bei Nanothermit die Zusammensetzung und Formgebung der Substanz eine entscheidende Rolle, da diese die Verbrennungseigenschaften maßgeblich beeinflussen.
Bei einer Thermitreaktion wird intensiv Licht im sichtbaren und unsichtbaren Spektrum (Ultraviolettstrahlung) emittiert, so dass ohne Schutzvorkehrungen die Gefahr der Erblindung und von Verbrennungen der Haut droht.